# Christopher Jeffreys, 3. Baron Jeffreys
Christopher Henry Mark Jeffreys, 3. Baron Jeffreys (* 22. Mai 1957) ist ein britischer Peer und Politiker.
Er ist der Sohn von Mark George Christopher Jeffreys, 2. Baron Jeffreys und dessen Gattin Sarah Annabelle Mary Garnett. Er wurde am Eton College ausgebildet und arbeitete als Börsenmakler.
Beim Tod seines Vaters am 12. Februar 1986 erbte er dessen Adelstitel, einschließlich des damit verbundenen Sitzes im House of Lords. Seine Antrittsrede im Parlament hielt er am 13. Dezember 1986. Durch den House of Lords Act 1999 verlor er seinen erblichen Parlamentssitz.
Seit dem 22. August 1985 ist er mit Anne Elisabeth Johnson verheiratet. Mit ihr hat er zwei Kinder:
- Alice Mary Jeffreys (* 1986)
- Arthur Mark Henry Jeffreys (* 1989)